# Церковь Архангела Михаила (Смольник)
Церковь Архангела Михаила (пол. Cerkiew św. Michała Archanioła) — деревянный католический (ранее греко-католический) храм в селе Смольник в Бещадском повяте, Подкарпатского воеводства Польши. В 2013 году церковь внесена в список всемирного наследия ЮНЕСКО наряду с другими деревянными церквями Карпатского региона Украины и Польши.

## Описание
Первое известное упоминание о существовании церкви в Смолнике относится к 1589 году. Считается, что деревянный храм мог быть построен с момента образования села, то есть в 1530-е годы. Первый деревянный храм сгорел, и в 1602 году был сооружён новый, который также был уничтожен пожаром в 1672 году. Вскоре была построена ещё одна деревянная церковь, но уже на новом месте. Четвёртый по счёту храм в бойковском стиле, который сохранился до наших дней, был освящён 1 августа 1791 года. Вся церковная утварь была перенесена в него из предыдущего храма. Храм тридильный, состоящий из нефа, алтаря и бабинца. Все части церкви увенчаны куполами с крестами на вершине шатровой крыши.
Первая крупная реконструкция церкви была проведена в 1921 году при существенной финансовой поддержке со стороны местного населения. Была перекрыта крыша и восстановлен иконостас. До 1951 года храм принадлежал греко-католикам. В ходе советско-польского обмене участками территорий село было передано Польше, а местное население бойков депортировано в УССР, церковь оказалась заброшенной и использовалась как склад. Старинный иконостас был уничтожен, и единственным элементом первоначального облика церкви являются фрагменты настенных фресок. Старинные церковные иконы Успения Божией Матери и Божией Матери Одигитрии в настоящее время находятся в Музее украинского искусства во Львове, а икона апостолов с Деисусом хранится в музее в Ланьцуте.
В 1969 году храм был внесён в реестр национальных памятников Польши. В 1974 году храм был передан римско-католической общине, которая переоборудовала его согласно своим традициям. Интерьер церкви потерял свой исторический облик, свидетельствующий о богослужебных традициях и культуре местного населения. В 2004—2005 годах был проведён ремонт здания. Старинное кладбище возле церкви сохранило до наших дней лишь несколько надгробных плит.